# 2000-es CONCACAF-aranykupa
A 2000-es CONCACAF-aranykupa labdarúgó torna résztvevőinek száma megnőtt, immár 12 válogatott mérhette össze tudását a selejtezők után. A rendező ország ezúttal is az USA volt, három várossal: Los Angeles, Miami és San Diego. Három olyan csapat is részt vett a tornán, mely nem volt tagja a CONCACAF-nak: Peru, Kolumbia és Dél-Korea. A torna érdekessége még, hogy bronzmérkőzést nem játszottak.

## Résztvevők
Automatikus résztvevők
- Egyesült Államok (házigazda)
- Mexikó (címvédő)

Meghívottak
- Kolumbia
- Peru
- Dél-Korea

Karibi zóna selejtezőjéből az 1998-as karibi kupa
- Trinidad és Tobago
- Jamaica

Közép-amerikai zóna selejtezőjéből az 1999-es UNCAF-nemzetek kupája 1., 2., 3. helyezettje
- Costa Rica
- Guatemala
- Honduras

Selejtező torna 1., 2. helyezettje
- Kanada
- Haiti

## Eredmények
A döntőbe jutott tizenkét csapatot négy, egyaránt háromtagú csoportba sorsolták.  A csoportok első két helyezettje jutott a negyeddöntőbe.

### Csoportkör
A csoportmérkőzéseken a győzelemért 3, a döntetlenért 1 pont járt.
Amennyiben a csoportokban két csapat azonos pontszámmal végzett, úgy sorrendben a következő kritériumok döntöttek a csoport végeredményének kiszámításában:
1. Az azonos pontszámmal végzett csapatok egymás elleni eredménye
2. Jobb összesített gólkülönbség
3. Több lőtt gól a csoportmérkőzések során
4. Sorsolás

| Jelmagyarázat                                                            |
| ------------------------------------------------------------------------ |
| A csoportok első két helyezettje bejutott az egyenes kieséses szakaszba. |
| A csoportok harmadik helyezettjei kiestek.                               |

#### A csoport
| Csapat   | M | Gy | D | V | G+ | G– | Gk | P |
| -------- | - | -- | - | - | -- | -- | -- | - |
| Honduras | 2 | 2  | 0 | 0 | 4  | 0  | +4 | 6 |
| Kolumbia | 2 | 1  | 0 | 1 | 1  | 2  | –1 | 3 |
| Jamaica  | 2 | 0  | 0 | 2 | 0  | 3  | –3 | 0 |

| 2000. február 12. 21:00 |

| Kolumbia     | 1–0   | Jamaica |
| ------------ | ----- | ------- |
| Martínez 15' | (1–0) |         |

| Orange Bowl, Miami Nézőszám: 49 591 Játékvezető: Felipe Ramos (mexikói) |

| 2000. február 14. 19:00 |

| Honduras                           | 2–0   | Jamaica |
| ---------------------------------- | ----- | ------- |
| Pavón 51' (11-esből) Caballero 84' | (0–0) |         |

| Orange Bowl, Miami Nézőszám: 23 795 Játékvezető: Mario Sanchez (chilei) |

| 2000. február 16. 19:00 |

| Honduras            | 2–0   | Kolumbia |
| ------------------- | ----- | -------- |
| Pavón 71' Núñez 78' | (0–0) |          |

| Orange Bowl, Miami Nézőszám: 36 004 Játékvezető: Ramesh Ramshan (Trinidad és Tobagó-i) |

#### B csoport
| Csapat           | M | Gy | D | V | G+ | G– | Gk | P |
| ---------------- | - | -- | - | - | -- | -- | -- | - |
| Egyesült Államok | 2 | 2  | 0 | 0 | 4  | 0  | +4 | 6 |
| Peru             | 2 | 0  | 1 | 1 | 1  | 2  | –1 | 1 |
| Haiti            | 2 | 0  | 1 | 1 | 1  | 4  | –3 | 1 |

| 2000. február 12. 19:00 |

| Egyesült Államok                              | 3–0   | Haiti |
| --------------------------------------------- | ----- | ----- |
| Kirovski 18' Wynalda 55' (11-esből) Jones 90' | (1–0) |       |

| Orange Bowl, Miami Nézőszám: 49 591 Játékvezető: Olger Mejías (Costa Rica-i) |

| 2000. február 14. 21:00 |

| Haiti     | 1–1   | Peru       |
| --------- | ----- | ---------- |
| Vorbe 61' | (0–0) | Zúñiga 69' |

| Orange Bowl, Miami Nézőszám: 23 795 Játékvezető: Carlos Batres (guatemalai) |

| 2000. február 16. 21:00 |

| Egyesült Államok | 1–0   | Peru |
| ---------------- | ----- | ---- |
| Jones 59'        | (0–0) |      |

| Orange Bowl, Miami Nézőszám: 36 004 Játékvezető: Felipe Ramos (mexikói) |

#### C csoport
| Csapat             | M | Gy | D | V | G+ | G– | Gk | P |
| ------------------ | - | -- | - | - | -- | -- | -- | - |
| Mexikó             | 2 | 1  | 1 | 0 | 5  | 1  | +4 | 4 |
| Trinidad és Tobago | 2 | 1  | 0 | 1 | 4  | 6  | –2 | 3 |
| Guatemala          | 2 | 0  | 1 | 1 | 3  | 5  | –2 | 1 |

| 2000. február 13. 14:00 |

| Mexikó                                                   | 4–0   | Trinidad és Tobago |
| -------------------------------------------------------- | ----- | ------------------ |
| Márquez 36' Hernández 52' David 75' (öngól) Palencia 85' | (1–0) |                    |

| Qualcomm Stadion, San Diego Nézőszám: 22 131 Játékvezető: Rafael Rodriguez (el-salvadori) |

| 2000. február 15. 21:00 |

| Trinidad és Tobago                          | 4–2   | Guatemala             |
| ------------------------------------------- | ----- | --------------------- |
| Latapy 26' Dwarika 36' Nakhid 52' Yorke 83' | (2–1) | Plata 30' Ramírez 47' |

| Los Angeles Memorial Coliseum, Los Angeles Nézőszám: 23 621 Játékvezető: Kim Jongdzsu (dél-koreai) |

| 2000. február 17. 19:00 |

| Mexikó   | 1–1   | Guatemala   |
| -------- | ----- | ----------- |
| Mora 26' | (1–1) | Miranda 28' |

| Los Angeles Memorial Coliseum, Los Angeles Nézőszám: 54 246 Játékvezető: Gustavo Mendez (uruguayi) |

#### D csoport
| Csapat     | M | Gy | D | V | G+ | G– | Gk | P |
| ---------- | - | -- | - | - | -- | -- | -- | - |
| Costa Rica | 2 | 0  | 2 | 0 | 4  | 4  | 0  | 2 |
| Kanada     | 2 | 0  | 2 | 0 | 2  | 2  | 0  | 2 |
| Dél-Korea  | 2 | 0  | 2 | 0 | 2  | 2  | 0  | 2 |

- Kanada sorsolással jutott tovább.

| 2000. február 13. 12:00 |

| Costa Rica           | 2–2   | Kanada                       |
| -------------------- | ----- | ---------------------------- |
| Soto 11' Wallace 54' | (1–1) | Corrazin 19' (11-esből), 57' |

| Qualcomm Stadion, San Diego Nézőszám: 22 131 Játékvezető: Peter Prendergast (jamaicai) |

| 2000. február 15. 19:00 |

| Dél-Korea | 0–0 | Kanada |
| --------- | --- | ------ |
|           |     |        |

| Qualcomm Stadion, San Diego Nézőszám: 23 621 Játékvezető: Brian Hall (USA) |

| 2000. február 17. 21:00 |

| Dél-Korea                          | 2–2   | Costa Rica               |
| ---------------------------------- | ----- | ------------------------ |
| Lee Dong-gook 14' Lee Min-sung 75' | (1–0) | Wanchope 66' Medford 85' |

| Los Angeles Memorial Coliseum, Los Angeles Nézőszám: 54 246 Játékvezető: Argelio Sabillon (hondurasi) |

### Egyenes kieséses szakasz
|  |                         |                    |                           |                         |   |                    |                           |           |  |  |       |       |       |
|  | Negyeddöntők            | Negyeddöntők       | Negyeddöntők              |                         |   | Elődöntők          | Elődöntők                 | Elődöntők |  |  | Döntő | Döntő | Döntő |
|  | Negyeddöntők            | Negyeddöntők       | Negyeddöntők              |                         |   | Elődöntők          | Elődöntők                 | Elődöntők |  |  | Döntő | Döntő | Döntő |
|  | február 19. – Miami     |                    |                           |                         |   |                    |                           |           |  |  |       |       |       |
|  |                         |                    |                           |                         |   |                    |                           |           |  |  |       |       |       |
|  | Egyesült Államok        | Egyesült Államok   | 2 (1)                     |                         |   |                    |                           |           |  |  |       |       |       |
|  | Egyesült Államok        | Egyesült Államok   | 2 (1)                     | február 23. – San Diego |   |                    |                           |           |  |  |       |       |       |
|  | Kolumbia                | Kolumbia           | 2 (2)                     |                         |   |                    |                           |           |  |  |       |       |       |
|  | Kolumbia                | Kolumbia           | 2 (2)                     |                         |   | Kolumbia           | Kolumbia                  | 2         |  |  |       |       |       |
|  | február 19. – Miami     |                    |                           |                         |   | Kolumbia           | Kolumbia                  | 2         |  |  |       |       |       |
|  |                         |                    | Peru                      | Peru                    | 1 |                    |                           |           |  |  |       |       |       |
|  | Honduras                | Honduras           | Peru                      | Peru                    | 1 | 3                  |                           |           |  |  |       |       |       |
|  | Honduras                | Honduras           |                           |                         |   | 3                  | február 27. – Los Angeles |           |  |  |       |       |       |
|  | Peru                    | Peru               | 5                         |                         |   |                    |                           |           |  |  |       |       |       |
|  | Peru                    | Peru               | 5                         |                         |   | Kolumbia           | Kolumbia                  | 0         |  |  |       |       |       |
|  | február 20. – San Diego |                    |                           |                         |   | Kolumbia           | Kolumbia                  | 0         |  |  |       |       |       |
|  |                         |                    | Kanada                    | Kanada                  | 2 |                    |                           |           |  |  |       |       |       |
|  | Costa Rica              | Costa Rica         | Kanada                    | Kanada                  | 2 | 1                  |                           |           |  |  |       |       |       |
|  | Costa Rica              | Costa Rica         | február 24. – Los Angeles |                         |   | 1                  |                           |           |  |  |       |       |       |
|  | Trinidad és Tobago      | Trinidad és Tobago | 2                         |                         |   |                    |                           |           |  |  |       |       |       |
|  | Trinidad és Tobago      | Trinidad és Tobago | 2                         |                         |   | Trinidad és Tobago | Trinidad és Tobago        | 0         |  |  |       |       |       |
|  | február 20. – San Diego |                    |                           |                         |   | Trinidad és Tobago | Trinidad és Tobago        | 0         |  |  |       |       |       |
|  |                         |                    | Kanada                    | Kanada                  | 1 |                    |                           |           |  |  |       |       |       |
|  | Mexikó                  | Mexikó             | Kanada                    | Kanada                  | 1 | 1                  |                           |           |  |  |       |       |       |
|  | Mexikó                  | Mexikó             |                           |                         |   |                    |                           |           |  |  |       |       |       |
|  | Kanada                  | Kanada             | 2                         |                         |   |                    |                           |           |  |  |       |       |       |
|  | Kanada                  | Kanada             | 2                         |                         |   |                    |                           |           |  |  |       |       |       |
|  |                         |                    |                           |                         |   |                    |                           |           |  |  |       |       |       |

#### Negyeddöntők
| 2000. február 19. 15:00 |

| Egyesült Államok                | 2–2 (h.u.)          | Kolumbia                        |
| ------------------------------- | ------------------- | ------------------------------- |
| McBride 20' Armas 51'           | (1 – 1, 2 – 2, 2–2) | Asprilla 24' Bedoya 81'         |
| Büntetőpárbaj                   |                     |                                 |
| Wynalda Reyna Lewis Armas Olsen | 1 – 2               | Perez Martinez Candelo Mosquera |

| Orange Bowl, Miami Nézőszám: 32 972 Játékvezető: Carlos Batres (guatemalai) |

| 2000. február 19. 17:30 |

| Honduras                                        | 3–5   | Peru                                                               |
| ----------------------------------------------- | ----- | ------------------------------------------------------------------ |
| Clasvasquin 32' Pavón 67' (11-esből) Pineda 69' | (1–2) | Holsen 7' Soto 14' (11-esből) Del Solar 50' Palacios 52' Saenz 87' |

| Orange Bowl, Miami Nézőszám: 32 972 Játékvezető: Mario Sánchez (chilei) |

| 2000. február 20. 12:00 |

| Costa Rica   | 1–2 (h.u.)   | Trinidad és Tobago       |
| ------------ | ------------ | ------------------------ |
| Wanchope 89' | (0 – 1, 1–1) | Dwarika 26' Trotman 101' |

| Qualcomm Stadion, San Diego Nézőszám: 18 062 Játékvezető: Kim Jongdzsu (dél-koreai) |

| 2000. február 20. 14:30 |

| Mexikó      | 1–2 (h.u.)   | Kanada                    |
| ----------- | ------------ | ------------------------- |
| Ramírez 35' | (1 – 0, 1–1) | Corrazin 83' Hastings 92' |

| Qualcomm Stadion, San Diego Nézőszám: 18 062 Játékvezető: Peter Prendergast (jamaicai) |

#### Elődöntők
| 2000. február 23. 20:00 |

| Kolumbia                        | 2–1   | Peru         |
| ------------------------------- | ----- | ------------ |
| Salazar 39' (öngól) Bonilla 53' | (1–0) | Palacios 75' |

| Qualcomm Stadion, San Diego Nézőszám: 3 402 Játékvezető: Rafael Rodriguez (el-salvadori) |

| 2000. február 24. 20:00 |

| Trinidad és Tobago | 0–1   | Kanada     |
| ------------------ | ----- | ---------- |
|                    | (0–0) | Watson 68' |

| Los Angeles Memorial Coliseum, Los Angeles Nézőszám: 2 841 Játékvezető: Gustavo Mendez (uruguayi) |

#### Döntő
| 2000. február 27. 12:00 |

| Kolumbia | 0–2   | Kanada                             |
| -------- | ----- | ---------------------------------- |
|          | (0–1) | de Vos 45' Corazzin 75' (11-esből) |

| Los Angeles Memorial Coliseum, Los Angeles Nézőszám: 6 197 Játékvezető: Peter Prendergast (jamaicai) |

| 2000-es CONCACAF-aranykupa bajnoka: |
| ----------------------------------- |
| KANADA 2. cím                       |

## Díjak
- Gólkirály:

 Carlo Corazzin (4 góllal)
- Legértékesebb játékos

 Craig Forrest
- Legjobb újonc:

 Richard Hastings
- Legsportszerűbb csapat:

 Honduras

## Góllövőlista
4 gólos
- Carlo Corazzin

3 gólos
- Carlos Pavón

2 gólos
- Francisco Palencia
- Roberto Palacios
- Arnold Dwarika
- Cobi Jones

| A torna csapata | A torna csapata             | A torna csapata                               | A torna csapata                                                    |
| Kapusok         | Hátvédek                    | Középpályások                                 | Támadók                                                            |
| --------------- | --------------------------- | --------------------------------------------- | ------------------------------------------------------------------ |
| Craig Forrest   | Rafael Márquez Jason De Vos | Ramon Ramirez Roberto Palacios Russell Latapy | Cobi Jones Arnold Dwarika Carlo Corazzin Carlos Pavón Dwight Yorke |

## Statisztika
| Csapat | Csapat             | M | Gy | D | V | G+ | G– | Gk | %     | P  |
| ------ | ------------------ | - | -- | - | - | -- | -- | -- | ----- | -- |
| 1      | Kanada             | 5 | 3  | 2 | 0 | 7  | 3  | +4 | 80,0% | 11 |
| 2      | Kolumbia           | 5 | 2  | 1 | 2 | 5  | 7  | -2 | 60,0% | 7  |
| 3      | Trinidad és Tobago | 4 | 2  | 0 | 2 | 6  | 8  | -2 | 50,0% | 6  |
| 4      | Peru               | 4 | 1  | 1 | 2 | 7  | 7  | 0  | 37,5% | 4  |
| 5      | Egyesült Államok   | 3 | 2  | 1 | 0 | 6  | 2  | +4 | 83,3% | 7  |
| 6      | Honduras           | 3 | 2  | 0 | 1 | 7  | 5  | +2 | 66,7% | 6  |
| 7      | Mexikó             | 3 | 1  | 1 | 1 | 6  | 3  | +3 | 50,0% | 4  |
| 8      | Costa Rica         | 3 | 0  | 2 | 1 | 5  | 6  | -1 | 33,3% | 2  |
| 9      | Dél-Korea          | 2 | 0  | 2 | 0 | 2  | 2  | 0  | 50,0% | 2  |
| 10     | Guatemala          | 2 | 0  | 1 | 1 | 3  | 5  | -2 | 25,0% | 1  |
| 11     | Haiti              | 2 | 0  | 1 | 1 | 1  | 4  | -3 | 25,0% | 1  |
| 12     | Jamaica            | 2 | 0  | 0 | 2 | 0  | 3  | -3 | 00,0% | 0  |